# 쇼타이큐왕
쇼타이큐왕(일본어: 尚泰久王 상태구왕[*], 1415년 ~ 1460년)은 류큐왕국 제1쇼씨 왕조의 제6대 국왕(재위 기간: 1454년 ~ 1460년)이자, 제5대 류큐 국왕이다. 신호(神號)는 나노지요모이(那之志与茂伊) 또는 오호요노누시(大世主)이다.

## 개요
쇼하시왕(尚巴志王)의 다섯째 아들로 고자(越来)를 마자리(間切, 봉지)로 하사받고 고자오지(越来王子)라 불렸다. 이 때 카네마루(金丸, 훗날의 쇼엔왕)을 마음에 들어 하여 쇼시타쓰왕(尚思達王)에게 왕부(王府)의 관료로써 그를 추천하였다. 쇼킨부쿠왕(尚金福王)이 훙서한 뒤 슈리성에서 벌어진 후계 다툼인 시로(志魯) ・ 호리(布里)의 난에서 세자였던 시로가 피살당하고 양측이 모두 무너진 뒤, 가나마루 등에게 추대되어 류큐 국의 왕이 되었다.
쇼타이큐왕은 1453년 명 왕조의 화폐인 영락통보(永楽通宝)를 변조해 다이세쓰우호(大世通宝)라는 동전을 만들었으며, 조선에 도안(道安)이라는 승려를 사신으로 보내 과거 조선에서 표류한 인구의 송환 및 화석(花錫), 소목(蘇木) 각 1천 근씩을 바치며 조선의 대장경을 청했다. 1456년 명(明)의 대종(代宗)이 이병리(李秉彝), 유검(劉儉)을 책봉사(冊封使)로 류큐에 보내, 쇼타이큐를 류큐왕으로 인정하였다.
1456년 일본인 승려 쇼코(承琥)가 류큐에 도착하였는데, 쇼타이큐왕은 그를 몹시 신임하여 광엄사(廣嚴寺), 보문사(普門寺), 천룡사(天龍寺) 등의 절을 지었다. 이에 따라 류큐국에서는 대규모 사찰들이 들어섰고 불교가 흥성하였다. 이른바 만국진량의 종(万国津梁の鐘)이라 불리는 종이 주조된 것도 1458년경의 일로, 이 해에 류큐에서는 고사마루(護佐丸) ・ 아마와리(阿麻和利)의 난이 벌어졌으나 진압하였다.
한국의 《세조실록》(世祖實錄)에는 세조(世祖) 5년(1459년) 앞서 조선에 와서 대장경을 청했던 승려 도안(道安)와 류큐의 사신 패가도(霸家島)와 냉천진(冷泉津)의 평씨(平氏) 등이 조선인 송환에 대한 감사의 의미로 조선으로부터 류큐로 보내졌던 면포(綿布)ㆍ주포(紬布)를 일본의 쓰시마(對馬)에서 약탈당한 사실이 근 2년 만에 도안 등에 의해서 조선 예조에 알려졌고 세조가 좌의정 강맹경(姜孟卿) ㆍ 우의정 신숙주(申叔舟)와 도승지(都承旨) 조석문(曹錫文)을 시켜 쓰시마 도주 소 시게요시(宗成職)에게 글을 보내 따져 묻도록 했다는 기록이 있다.
쇼타이큐왕의 능은 난조시(南城市) 도미자토(富里)에 위치해 있다. 원래는 다마구스쿠 촌(玉城村)에 속했던 땅이다.

## 같이 보기
- 고사마루
- 아마와리